# Mitglied des Bundesrates (Deutschland)

Bundesadler als Logo des Bundesrates

Als Mitglied des Bundesrates (abgekürzt MdBR), auch Bundesratsmitglied, werden die Vertreter der Länder im Bundesrat der Bundesrepublik Deutschland bezeichnet.
Der Bundesrat zählt so viele Mitglieder, wie es den Bestimmungen in Art. 51 Abs. 2 des Grundgesetzes (GG) entspricht, also 69 ordentliche Mitglieder (seit dem 30. Januar 1996). Hinzu kommen die stellvertretenden Mitglieder, die den ordentlichen Mitgliedern weitgehend gleichgestellt sind.

## Allgemeine Beschreibung
Mitglieder des Bundesrates werden gemäß Art. 51 Abs. 1 GG von den Landesregierungen bestellt; ihre Mitgliedschaft endet durch Ausscheiden aus der Landesregierung oder Abberufung. Sie müssen selbst Mitglieder mit Sitz und Stimme in der jeweiligen Landesregierung sein. Mitglieder können also nur Ministerpräsidenten und Minister (bzw. die Bürgermeister und Senatoren von Berlin, Bremen und Hamburg) sein sowie die Amtsträger, die gemäß den Länderverfassungen ebenfalls Mitglieder der Landesregierung sind bzw. zu solchen berufen werden können: Staatssekretäre und ehrenamtliche Staatsräte in Baden-Württemberg, Staatssekretäre in Bayern, in Bremen (erst nach Verfassungsänderung, wirksam am 12. Februar 2000), im Saarland (erst nach Verfassungsänderung, wirksam am 21. September 2001) und in Sachsen.
Bundesratsmitglieder dürfen gemäß § 2 GO BR keine Mitglieder des Deutschen Bundestages und gemäß Art. 94 Abs. 1 GG keine Richter des Bundesverfassungsgerichts sein. Mit Bestellung der in Art. 51 Abs. 2 GG bestimmten Anzahl von Regierungsmitgliedern zu ordentlichen Mitgliedern werden gleichzeitig die übrigen Regierungsmitglieder der Länder gewöhnlich als stellvertretende Mitglieder bestellt, denen die Geschäftsordnung des Bundesrates (GO BR) weitestgehend die gleichen Rechte einräumt.
Durch die Gebundenheit von Sitz und Stimme im Bundesrat an die Mitgliedschaft in einer Landesregierung bekommen die Wahlen zu den Volksvertretungen der Länder eine entscheidende Bedeutung für die Zusammensetzung des Bundesrates, da die Landesregierungen durch die Parlamente der Länder gebildet werden.
Mitglieder des Bundesrates vertreten ihre Länder bei der Gesetzgebung des Bundes; sie sind dabei untereinander gleichberechtigt. Die Stimmen können pro Land nur einheitlich abgegeben werden (Art. 51 Abs. 3 GG), was gemeinhin pro Land durch einen Stimmführer geschieht, auf den sich die Mitglieder eines Landes jeweils einigen. Andere Mitglieder des Bundesrates seines Landes können seinem Votum während der Abstimmung jederzeit widersprechen. Wird ein Landesvotum uneinheitlich abgegeben, dürfen diese Stimmen nicht beim Abstimmungsergebnis berücksichtigt werden.
Mitglieder des Bundesrates haben gemäß Art. 43 Abs. 2 GG zu jeder Sitzung des Deutschen Bundestages Zutritt und dort stets das Recht, das Wort zu ergreifen.
Die Mitglieder des Bundesrates wählen gemäß § 5 Abs. 1 GO BR für das jeweils am 1. November eines Jahres beginnende Geschäftsjahr aus ihrer Mitte einen Präsidenten sowie zwei Vizepräsidenten. Zum Präsidenten wird – der Tradition und Reihenfolge der sog. „Königsteiner Vereinbarung“ folgend – immer ein Regierungschef der im Bundesrat vertretenen Länder gewählt.

### Mitglieder pro Land

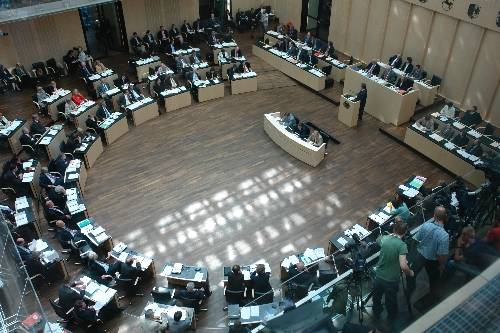
Der Bundesrat bei einer Plenarsitzung

Jedem Land steht nach seiner Bevölkerungszahl eine bestimmte Anzahl Bundesratsmitglieder zu (Art. 51 Abs. 2 GG):

„Jedes Land hat mindestens drei Stimmen, Länder mit mehr als zwei Millionen Einwohnern haben vier, Länder mit mehr als sechs Millionen Einwohnern fünf, Länder mit mehr als sieben Millionen Einwohnern sechs Stimmen.“

## Weisungsgebundenheit
Die Formulierung des Grundgesetzes, insbesondere die Vorgabe der Einheitlichkeit der Stimmabgabe pro Land, lässt vermuten, dass die Bundesratsmitglieder in ihrem Mandat nicht frei sind, auch wenn sich eine genaue Regelung im Grundgesetz nicht finden lässt. Auch der Umstand, dass in Art. 50 GG und an anderen Stellen davon gesprochen wird, dass die Länder (und nicht die Mitglieder des Bundesrates) durch den Bundesrat an der Bundesgesetzgebung mitwirken, legt diesen Schluss nahe. Allgemein wird also angenommen, dass die Bundesratsmitglieder an die Weisungen ihrer jeweiligen Landesregierung gebunden sind. Dies gilt jedoch nur im Innenverhältnis, weisungswidrig abgegebene Stimmen sind dennoch wirksam und können nicht rückgängig gemacht werden. Das Weisungsrecht liegt unabhängig von den Regelungen des einzelnen Bundeslandes, einschließlich seiner Verfassung, ausschließlich bei der Landesregierung.
Für den Gemeinsamen Ausschuss (Art. 53a Abs. 1 S. 3 GG) und den Vermittlungsausschuss (Art. 77 Abs. 2 S. 3 GG) schreibt das Grundgesetz explizit vor, dass die Bundesratsmitglieder dort nicht weisungsgebunden sind.

## Mitglieder in den Verhandlungen
In den Verhandlungen des Plenums des Bundesrates nehmen die Mitglieder des Bundesrates ihre Rechte meist geschlossen als Land wahr. So kann gemäß § 15 Abs. 1 GO BR beispielsweise nur ein Land das Einberufen einer Sitzung des Bundesrates verlangen, gemäß § 19 Abs. 2 GO BR an die Bundesregierung (mit angemessenem zeitlichem Vorlauf) Fragen stellen, die nicht im Zusammenhang mit einem Gegenstand der Tagesordnung stehen oder Anträge im Bundesrat stellen. Einzelne Mitglieder des Bundesrates können gemäß § 19 Abs. 1 GO BR etwa zu Gegenständen der Tagesordnung Fragen an die Bundesregierung oder deren Mitglieder stellen.

## Mitgliedschaft in Ausschüssen
Mitglieder des Bundesrates können Mitglied in einem Ausschuss des Bundesrates sein. Jedem Land steht ein Bundesratsmitglied pro Ausschuss zu. Alternativ können die Länder gemäß § 11 Abs. 2 GO BR auch durch ein anderes Mitglied oder einen Beauftragten ihrer Regierung vertreten werden. Die Entscheidung über den Vertreter in den Ausschüssen fällt die jeweilige Landesregierung. Die Vorsitzenden der Ausschüsse werden gemäß § 12 Abs. 1 GO BR nach Anhörung der jeweiligen Ausschüsse vom Bundesrat gewählt, die Stellvertreter der Vorsitzenden werden von den Ausschüssen aus ihrer Mitte gewählt.
Im Vermittlungsausschuss und im Gemeinsamen Ausschuss werden die Mitglieder des Bundesrates auf dieselbe Weise bestimmt.

## Kostenerstattung
Mitglieder des Bundesrates erhalten keine Vergütung. Gleichwohl werden Fahrtkosten erstattet, außerdem erhalten die Mitglieder des Bundesrates gemäß Art. 8 § 4 Abs. 1 Eisenbahnneuordnungsgesetz (ENeuOG) und § 4 GO BR bundesweit gültige Fahrkarten für Züge der Deutschen Bahn.